# Panzer V Panter
Panzer V Panther (izvirno nemško Panzerkampfwagen V Panther) je bil srednji tank Tretjega rajha od sredine leta 1943 do konca druge svetovne vojne.

## Zgodovina
Načrtovan je bil kot odgovor na sovjetski T-34 in zamenjava za Panzerkampfwagen III in IV. Podjetji Daimler-Benz in MAN sta imeli nalogo, da do aprila 1942 naredita prototip novega tanka. Daimler-Benz je naredil tank, ki je bil zelo podoben tanku T-34. V Podjetju MAN pa so naredili tank, ki je bil dokaj konvencionalen. Kljub temu je bil izbran model tanka MAN. Na razplet je vplival tudi Adolf Hitler, ki ni bil naklonjen konceptu tanka podjetja Daimler-Benz. Drugi razlog je bila kupola. Če bi bil izbran predloga tanka Daimler-Benz, bi morali na novo zasnovati kupolo, medtem ko MAN-ov predlog  uporablja kupolo podjetja Rheinmetall-Borsig, ki je bila že preizkušena. Septembra leta 1942 je bil prototip narejen in po testiranju v Kummersdorfu je bil tank uradno sprejet. Začeli so ga takoj proizvajati z največjo prioriteto. Prvotni cilj je bil narediti 250 tankov na mesec, vendar so januarja 1943 to številko povečali na 600. Zaradi različnih težav ta številka ni bila nikoli dosežena. Leta 1943 je bilo na mesec povprečno narejenih 143 tankov. Leto kasneje pa 315 na mesec (Leta 1944 so jih naredili 3777). Tanke so izdelovali do konca marca 1945. Narejenih je bilo vsaj 6000.
Do leta 1944 je nosil oznako Panzerkampfwagen V Panther in imel indentifikacijsko oznako Sd.Kfz. 171. 27. februarja 1944 pa je Hitler izdal ukaz, da se ga imenuje le Panther.

## Uporaba
Tank je bil prvič viden 5. julija 1943 v bitki pri Kursku. Prvi tanki Panter so imeli velike mehanične težave. 10. julija 1943 je bilo sposobnih za boj 38 tankov od 200, ki so bili na voljo 5. julija. Kar 131 jih je čakalo na popravilo. Kljub temu so tanki doživeli velik uspeh v bitki pri Kursku. Uničili so kar 263 sovjetskih tankov.

## Verzije
- Prototipa: 2 sta bila narejena do novembra 1942. Imenovana sta bila V1 in V2.
- Ausf. D: Narejenih je bilo 842. Izdelovali so jih od januarja 1943 do septembra 1943.
- Ausf. A: Narejenih je bilo 2192. Izdelovali so jih od avgusta 1943 do junija 1944.
- Ausf. G: Narejenih je bilo 2953. Izdelovali so jih od marca 1944 do aprila 1945.
- Befehlspanzer Panther: Poveljniška verzija, predelanih 329 tankov med majem 1943 in februarjem 1945.
- Beobachtungspanzer Panther: Verzija za topniško opazovanje, iz rabljenih vozil so predelali 41 tankov med letoma 1944 in 1945.
- Bergepanther:Inženirsko vozilo za odstranitev/odvoz poškodovanih tankov iz bojišča v zaledne delavnice. Narejenih 347 med letoma 1943 in 1945.
- Munizion SchleperPanther: Dostavnik streliva na bojišču. 2 izdelana ob koncu vojne.